# マイケル・マンスフィールド
マイケル・ジョーゼフ・マンスフィールド（Michael Joseph "Mike" Mansfield、1903年3月16日 - 2001年10月5日）は、アメリカ合衆国の政治家。ニューヨーク生まれのモンタナ州育ち。所属政党は民主党。愛称はマイク（Mike）。
1953年に初当選後、1977年の任期満了をもって引退するまでの24年間にわたって上院議員を務め、そのうち1961年から1977年までの16年間は多数党院内総務を務め、上院民主党の大物として活躍した。この16年という任期はアメリカ史上最長であり、現在でも破られていない記録である。また知日派としても知られ、1977年から1989年までの長期にわたって駐日大使を務め、最後期には、当時の竹下内閣から勲一等旭日桐花大綬章を授与された。

## 生涯
1903年、ニューヨーク・ブルックリンのアイルランド系カトリック家庭に生まれる。モンタナ州グレート・フォールズで育つ。
1918年2月23日、14歳でアメリカ海軍に参加し、第一次世界大戦に従軍する。海軍除隊後は陸軍、海兵隊で勤務する。1922年、海兵隊除隊。
モンタナ州立鉱山学校（現・モンタナ工科大学）を経て、モンタナ大学入学。1933年、モンタナ大学卒業（B.A.）。1934年、モンタナ大学修士課程修了（M.A.）。
1934年から1942年までモンタナ大学教授。ラテンアメリカ・極東史を担当する。
1943年、民主党所属連邦下院議員。1953年、上院に鞍替えし、1977年までモンタナ州選出の民主党所属連邦上院議員を務める。多数党院内総務（1961年 - 1977年）を務めた。
1977年4月、第39代大統領のジミー・カーターにより駐日アメリカ合衆国大使に任命。在職中に地元モンタナ州の州都ヘレナと熊本市が姉妹都市となった。1988年、駐日大使離任。
1988年、ゴールドマン・サックス極東部門アドバイザー。

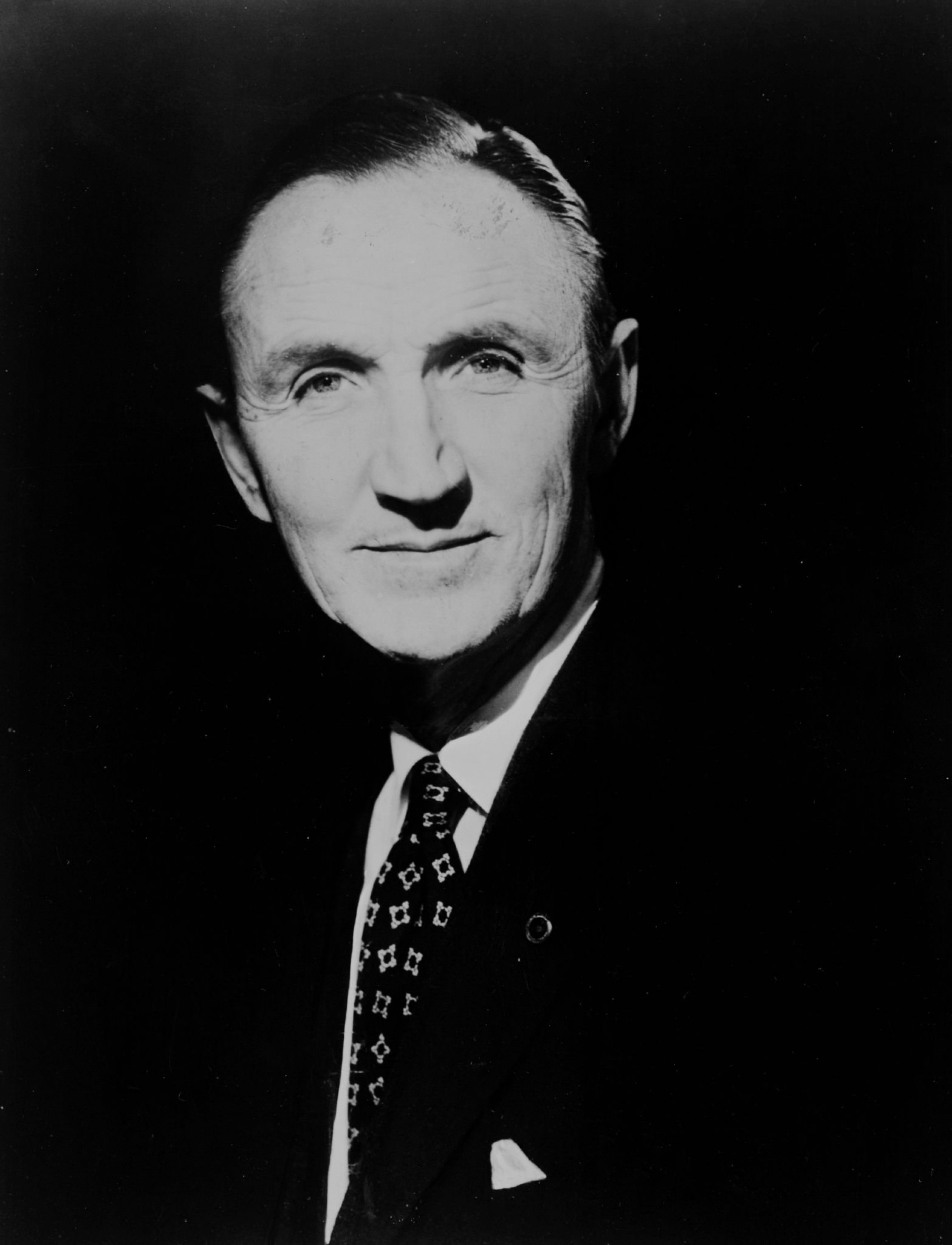
マイク・マンスフィールド

2001年10月5日、98歳で死去。

## 対日関係
- 日本駐在中は、来客に対しマンスフィールド自らがコーヒーを入れることで有名だった。これは、当時の日本社会では「お茶くみ」は女性の役目として固定化されていた事の是正を促す狙いがあった。
- 院内総務時代の1967年、第1回日米関係民間会議（いわゆる下田会議）参加のため静岡県下田市を初訪問。その後、駐日大使在任中、毎年5月中旬に下田で開催される「黒船祭」に通算9回出席（1978～1982、1984～1987）。前後して、1979年の東京サミットに参加するカーターに対し下田への訪問を勧め、これがきっかけとなり同年6月27日、下田でカーターと地元市民によるタウンミーティングが開催された。以上のできごとにより、1988年、下田市より特別名誉市民の称号を贈られた。

### マンスフィールド研修
マンスフィールドは、駐日大使退任後も日米関係の維持・向上に関する活動に携わった。1994年には連邦議会で自らの名を冠した「マイク・マンスフィールド・フェローシップ法」を成立させ、米国連邦政府職員を日本政府の中央省庁に1年間派遣する国際交流研修制度を創設した 。

### 日本語文献
著書
- 『私の日本報告　日本の道・アメリカの道』松尾文夫編訳、サイマル出版会、1978年
- 『日本ほど重要な国はない　21世紀は太平洋の世紀』小関哲哉訳、サイマル出版会、新版1984年
- 『未来は太平洋にあり』国弘正雄訳・解説、サイマル出版会、1992年
- 『マンスフィールド20世紀の証言』小孫茂編著、日本経済新聞社、1999年 - 日本経済新聞「私の履歴書」が元

伝記
- 『マイク・マンスフィールド　米国の良心を守った政治家の生涯』

ドン・オーバードーファー、菱木一美・長賀一哉訳、共同通信社 上下、2005年